# 113 př. n. l.

## Události
- v srpnu až září porazili Germáni armádu Římanů, které velel konzul Papirius Carbo, který na bojišti u Noereie (u sídelního města Taurisků v Noriku) zahynul. Šlo o první vojenskou konfrontaci mezi Římem a germánskými kmeny, které nakonec o šest století později (viz rok 476) západořímskou říši vyvrátily. Pangermánskými ideology v 19. století byla tato událost považována za počátek germánského letopočtu.
- antickými autory je zmiňováno vítězství keltských Bójů nad germánskými Kimbry a Teutony v Hercynském lese, tedy v oblasti kladené na českém území; lze tedy tento pramen považovat za první písemnou zprávu vztahující se k prostoru českých zemí.

## Hlavy států
- Parthská říše – Mithradatés II. (124/123 – 88/87 př. n. l.)
- Egypt – Ptolemaios IX. Sótér II. (116 – 110, 109 – 107, 88 – 81 př. n. l.)
- Čína – Wu-ti (dynastie Západní Chan)